# باراسكيفاس كريستو
باراسكيفاس كريستو (باليونانية: Παρασκευάς Χρίστου)‏ (2 فبراير 1984 بلارنكا في قبرص - ) هو لاعب كرة قدم قبرصي في مركز الدفاع. شارك مع منتخب قبرص تحت 19 سنة لكرة القدم ومنتخب قبرص تحت 21 سنة لكرة القدم ومنتخب قبرص لكرة القدم. أما مع النوادي، فقد لعب مع جامعة كلوج وسي إس باندوري تارغو جيو ونادي أبويل ونادي أومونيا ونادي أيك لارنكا وألكي لارانكا ‏.

## مسيرته الكروية
لعب باراسكيفاس كريستو خلال مسيرته الاحترافية مع 6 أندية في ستة عشر موسمًا وسجل خلالها 11 هدفًا ضمن 199 مباراة. حيث فاز في موسم واحد بالكأس وفي موسمين بالدوري.
خاض باراسكيفاس كريستو مسيرته مع نادي أيك لارنكا في موسم 2000–01 ليلعب معه ثمانية مواسم، مشاركًا في 111 مباراة سجل خلالها 7 أهداف. ثم انتقل إلى نادي أبويل في موسم 2008–09 لمدة موسم واحد، حيث شارك في 10 مباريات سجل خلالها هدفين. لينتقل بعدها إلى نادي أومونيا في موسم 2009–10 لمدة موسم واحد، مشاركًا في 5 مباريات ولم يسجل أي هدف. ثم انتقل إلى ألكي لارانكا ‏ في موسم 2010–11 ولمدة موسمين، مشاركًا في 24 مباراة ولم يسجل أي هدف أيضًا. هذا وانتقل لاحقًا إلى نادي سي إس باندوري تارغو جيو في موسم 2012–13 واستمر معه طيلة ثلاثة مواسم، مشاركًا في 32 مباراة سجل خلالها هدفين.

## وصلات خارجية
- باراسكيفاس كريستو على موقع قاعدة بيانات كرة القدم.إي يو (الإنجليزية)
- باراسكيفاس كريستو على موقع ناشيونال فوتبول تيمز (الإنجليزية)
- باراسكيفاس كريستو على موقع Soccerway.com (الإنجليزية)
- باراسكيفاس كريستو على موقع عالم كرة القدم.نت (الإنجليزية)
- باراسكيفاس كريستو على موقع AS.com (الإسبانية)